# Лекербек'є

## Етимологія
Лекербек'є є зменшуваним від лекербек, що означає гурман.

## Походження
Лекербек'є виникло в Еймьойдені.

## Композиція
Лекербек'є — це риба, смажена в клярі у фритюрі, схожа на рибу і чипси.
Спочатку для лекербек'є використовували лише білу рибу, але тепер вона включає різні сорти білої риби, такі як тріска, хек та минтай.
Лекербек'є часто подають зі смаженою картоплею і соусом Тартар.